# Sun Is Shining (chanson d'Axwell Λ Ingrosso)
Pour l’article homonyme, voir Sun Is Shining (chanson de Bob Marley and the Wailers).
Singles de Axwell Λ Ingrosso
On My Way
(16 mars 2015)
Sun is Shining est une chanson du groupe de disc jockeys suédois Axwell Λ Ingrosso, extraite de leur premier album dont la sortie eut lieu le 12 juin 2015.
Le titre, sorti le 12 juin 2015, atteignit rapidement la 1re place des charts en Suède, leur pays d'origine, et se classa 4e au Danemark, 7e en Finlande, 8e en Belgique, ou encore en France, Espagne et au Royaume-Uni.
Le clip vidéo sera utilisé par H&M dans le cadre de sa campagne promotionnelle estivale,.
Des versions remixées par R3hab, W&W ou encore Marcus Schossow sortent le 28 août 2015.

## Liste des titres
| 1. | Sun is shining | 4:14 |

## Classements
| Classement                              | Meilleure position |
| --------------------------------------- | ------------------ |
| Allemagne (Media Control AG)            | 51                 |
| Australie (ARIA)                        | 44                 |
| Autriche (Ö3 Austria Top 40)            | 13                 |
| Belgique (Flandre Ultratop 50 Singles)  | 8                  |
| Belgique (Wallonie Ultratop 50 Singles) | 18                 |
| Danemark (Tracklisten)                  | 20                 |
| Espagne (PROMUSICAE)                    | 48                 |
| Finlande (Suomen virallinen lista)      | 7                  |
| France (SNEP)                           | 31                 |
| Norvège (VG-lista)                      | 4                  |
| Pays-Bas (Nederlandse Top 40)           | 6                  |
| Suède (Sverigetopplistan)               | 1                  |
| Suisse (Schweizer Hitparade)            | 41                 |